# HD103966
HD103966 — хімічно пекулярна зоря спектрального класу A1, що має видиму зоряну величину в смузі V приблизно  8,4.
Вона  розташована на відстані близько 502,6 світлових років від Сонця.